# Aloe bertemariae
Aloe bertemariae (укр. Алое Берти-Марії)  — сукулентна рослина роду алое.

## Етимологія
Видову назву ця рослина отримала на честь Берти-Марії Ульвестер, дружини доктора Мауріціо Діолі, офіцера італійської ветеринарної служби в Ефіопії, що вперше знайшов цю рослину 15 грудня 1999 року, та був одним з авторів опису (разом з Демісс'ю Себсебе) у 2000.

## Морфологічна характеристика
Алое bertemariae є безстебельною рослиною середнього розміру з листям, зібраним у розетки з 13-15 листків 50-65 см завдовжки і 8-9 см завширшки. Листя прямостоячі або злегка увігнуті, поздовжньо смугасті і з рясними білясто-зелении плямами. Крайові зубці 1-2 мм завдовжки, нижня поверхня більшості листя має 3-5 колючок. Суцвіття 1-2 м завдовжки, одиночна китиця. Квітконіжка 4-7 мм. Оцвітина темно-червоно-коралового кольору, 20-23 мм завдовжки. Основний період цвітіння триває з листопада по грудень.

## Поширення та екологія
Aloe bertemariae росте в Ефіопії в регіоні Огаден, провінція Харарге, за 5 км на захід від села Гудісс по дорозі на Іммі. Росте одиночно або невеликими групами з 3-4 рослин в місцевості, порослій акацією на піщаному та глинистому ґрунті на висоті між 300 і 400 м над рівнем моря.

## Охоронний статус
Aloe bertemariae входить до Червоного Списку Міжнародного Союзу Охорони Природи видів даних про які недостатньо. Цей вид росте в Ефіопії, в місцевості, що є ботанічно дуже погано вивчена. Вона розташована від 60 до 190 км від найближчих місць, де інші види алое були зібрані. Загрози цього виду можуть бути пов'язані з близькістю типового місцезнаходження до села і ризиків, пов'язаних із зростанням людського населення та використанням природних ресурсів. Вид вирощується в одному з ботанічних садів, що входять до Міжнародної ради ботанічних садів з охорони рослин (англ. Botanic Gardens Conservation International).